# Tetratheca hispidissima
Tetratheca hispidissima är en tvåhjärtbladig växtart som beskrevs av Steets. Tetratheca hispidissima ingår i släktet Tetratheca och familjen Elaeocarpaceae. Inga underarter finns listade i Catalogue of Life.